# Brinckiella viridis
Brinckiella viridis är en insektsart som beskrevs av Lucien Chopard 1955. Brinckiella viridis ingår i släktet Brinckiella och familjen vårtbitare. Inga underarter finns listade i Catalogue of Life.